# 1881 en baseball
Chronologie du baseball
Baseball en 1880 - Baseball en 1881 - Baseball en 1882
Les faits marquants de l'année 1881 en Baseball

## Champions

### Ligue nationale
- 16 septembre : 6e édition aux États-Unis du championnat de baseball de la Ligue nationale. Les Chicago White Stockings s’imposent avec 56 victoires et 28 défaites[1].

| Ligue nationale |                         |      |      |        |      |
| Rang            | Club                    | Vic. | Déf. | % vic. | GB   |
| 1er             | Chicago White Stockings | 56   | 28   | .667   | --   |
| 2e              | Providence Grays        | 47   | 37   | .560   | 9    |
| 3e              | Buffalo Bisons          | 45   | 38   | .542   | 10.5 |
| 4e              | Detroit Wolverines      | 41   | 43   | .488   | 15   |
| 5e              | Troy Trojans            | 39   | 45   | .464   | 17   |
| 6e              | Boston Red Caps         | 38   | 45   | .458   | 17.5 |
| 7e              | Cleveland Blues         | 36   | 48   | .429   | 20   |
| 8e              | Worcester Worcesters    | 32   | 50   | .390   | 23   |

### Autres compétitions
- Les New York Metropolitans remportent le titre de l'Eastern Championship Association.
- 16 octobre : les Mystics remporte la California League.

## Événements
- 2 novembre : fondation aux États-Unis de l’American Association qui met en place un championnat dit « Majeur » pour la saison 1882.

## Naissances
| - 22 janvier : Ira Thomas - 2 février : Orval Overall - 7 février : Dave Williams - 27 février : Walter Moser - 28 février : Terry Turner, joueur de baseball américain. († 18 juillet 1960). - 1er mars : Al Shaw - 23 mars : Gavvy Cravath - 12 avril : Harry Ostdiek |  | - 22 avril : Neal Ball - 14 mai : Ed Walsh, joueur de baseball américain. († 26 mai 1959). - 28 mai : King Brady - 5 juin : Beany Jacobson - 17 juin : Claude Rossman - 6 juil. : Walter Carlisle - 6 juil. : Roy Hartzell - 18 juil. : Larry McLean |  | - 21 juil. : Johnny Evers - 31 juil. : Bob Unglaub - 22 août : Howie Camnitz - 28 août : Dode Paskert - 10 sept. : Tony Tonneman - 18 oct. : Hans Lobert - 10 nov. : Jack Hoey - 20 déc. : Branch Rickey, joueur puis dirigeant de baseball américain. († 9 décembre 1965). |